# Ла-Вейл (Меріленд)
Ла-Вейл (англ. La Vale) — переписна місцевість (CDP) в США, в окрузі Аллегені штату Меріленд. Населення — 4201 особа (2020).

## Географія
Ла-Вейл розташована за координатами 39°39′3″ пн. ш. 78°49′1″ зх. д. / 39.65083° пн. ш. 78.81694° зх. д. (39.650859, -78.816838).  За даними Бюро перепису населення США в 2010 році переписна місцевість мала площу 6,90 км², з яких 6,90 км² — суходіл та 0,00 км² — водойми.

## Демографія
Згідно з переписом 2010 року, у переписній місцевості мешкала 3551 особа в 1517 домогосподарствах у складі 1021 родини. Густота населення становила 514 особи/км².  Було 1646 помешкань (238/км²).
Расовий склад населення:
| - 95,3 % — білих - 1,7 % — азіатів - 1,4 % — чорних або афроамериканців - 0,1 % — корінних американців |

До двох чи більше рас належало 1,4 %. Частка іспаномовних становила 0,6 % від усіх жителів.
За віковим діапазоном населення розподілялося таким чином: 20,3 % — особи молодші 18 років, 59,3 % — особи у віці 18—64 років, 20,4 % — особи у віці 65 років та старші. Медіана віку мешканця становила 45,6 року. На 100 осіб жіночої статі у переписній місцевості припадало 92,4 чоловіків;  на 100 жінок у віці від 18 років та старших — 90,3 чоловіків також старших 18 років.
Середній дохід на одне домашнє господарство  становив 70 749 доларів США (медіана — 52 269), а середній дохід на одну сім'ю — 85 275 доларів (медіана — 61 742). Медіана доходів становила 48 393 долари для чоловіків та 43 214 долари для жінок. За межею бідності перебувало 9,8 % осіб, у тому числі 13,0 % дітей у віці до 18 років та 4,9 % осіб у віці 65 років та старших.
Цивільне працевлаштоване населення становило 1638 осіб. Основні галузі зайнятості: освіта, охорона здоров'я та соціальна допомога — 26,6 %, публічна адміністрація — 15,0 %, мистецтво, розваги та відпочинок — 11,5 %, виробництво — 11,2 %.